# Бейкер, Марк (художник-мультипликатор)
Марк Бейкер (англ. Mark Baker, 8 апреля 1959, Лондон, Великобритания) — британский художник-мультипликатор, отмеченный множеством наград, в том числе британскими BAFTA, а также трижды номинированный на «Оскара».

## Личная жизнь
- Дочь — Зои Бейкер.

## Фильмография
- 1988 — Ферма на холме[нем.]/The Hill Farm (номинация на Оскар, премия БАФТА, Главная премия Международного фестиваля анимационных фильмов в Анси)
- 1993 — The Village (номинация на Оскар, специальная премия жюри Международного фестиваля анимационных фильмов в Анси)
- 1998 — Jolly Roger (номинация на Оскар, номинация на премию БАФТА)
- 1999 — The Big Knights, 13-teilige TV-Serie (deutsche Synchronfassung: Die Retter-Ritter)
- 2004/2006 — Peppa Pig, 104-teilige TV-Serie (deutsche Synchronfassung: Peppa Wutz, премия БАФТА)
- 2007 — Little Kingdom, 52-teilige Serie